# Time Trap
Pour plus de détails, voir Fiche technique et Distribution.
Time Trap (litt. « Piège du temps ») est un film américain réalisé par Mark Dennis et Ben Foster, sorti en 2017.

## Synopsis
Des étudiants recherchent leur professeur disparu dans une grotte, qui s'avère être une distortion temporelle.

## Fiche technique
Sauf indication contraire, les informations mentionnées dans cette section peuvent être confirmées par la base de données cinématographiques IMDb,  présente dans la section « Liens externes ».
- Titre original : Time Trap
- Réalisation : Mark Dennis et Ben Foster
- Scénario : Mark Dennis
- Musique : Xiaotian Shi
- Décors : Jessee J. Clarkson et Madison Fisk
- Costumes : Holly Bronko et Katie Dehombre
- Photographie : Mike Simpson
- Production : Mark Dennis, Ben Foster et Zachary Matz
- Société de production : Pad Thai Pictures et Filmsmith Production & Management
- Société de distribution : Paladin
- Pays de production :  États-Unis
- Langue originale : anglais
- Format : couleur — 2,35:1 — son Dolby Digital
- Genre : action, aventure, science-fiction
- Durée : 87 minutes
- Dates de sortie : 
  - États-Unis : 19 mai 2017 (festival international du film de Seattle) ; 13 novembre 2018 (vidéo à la demande)
  - France : 14 août 2020 (vidéo à la demande)

## Distribution
- Reiley McClendon : Taylor
- Cassidy Gifford (VF : Aurélie Konaté) : Cara
- Brianne Howey (VF : Elsa Davoine) : Jackie
- Andrew Wilson (VF : Olivier Pagès) : Hopper
- Olivia Draguicevich (VF : Clara Quilichini) : Veeves
- Max Wright : Furby
- Hans Marrero : le gardien
- Rich Skidmore : Rich Pintauro
- Chris Sturgeon : le père de Hopper
- Sofie Marie Lusitana : la gardienne
- Jennifer Zartman Bateman : la mère de Furby
- Grayson-Bell Burton : la sœur de Hopper
- Jocelyn Kay : Leviathan / la mère de Hopper

 Source et légende : version française (VF) sur RS Doublage

## Production
Le tournage commence en août 2014 au Texas — précisément à Austin, à Sonora pour les cavernes de Sonora (en) —, ainsi qu'en Californie — au Griffith Park de Los Angeles pour le Bronson Canyon et aux Trona Pinnacles (en) dans le désert des Mojaves, jusqu'en septembre de la même année.

## Accueil

### Festival et sorties
Time Trap est présenté au festival international du film de Seattle, le 19 mai 2017, aux États-Unis. Il est distribué en vidéo à la demande, le 13 novembre 2018.
En France, il est mis en vidéo à la demande, le 14 août 2020.

### Critique
Le film a reçu un accueil mitigé de la critique. Il obtient un score moyen de 46 % sur Metacritic.